# 亀岡高夫
亀岡 高夫（かめおか たかお、1920年1月27日 - 1989年3月13日）は、日本の政治家。建設大臣（第35代）、農林水産大臣（第4代）。衆議院議員（10期、自由民主党）。

## 来歴・人物
現在の福島県伊達郡桑折町出身。亀岡家は養蚕業を営んでいたが亀岡の父の代になって、蚕の伝染病の影響や、醤油醸造業の失敗により破産した。1937年、旧制福島県立保原中学校（現福島県立保原高等学校）を首席で修めたが、学費がかからない陸軍士官学校に進む。1940年に陸軍士官学校（53期）を卒業。士官学校卒業後、第2師団歩兵第16連隊（新発田）に配属、中国大陸での従軍や、連隊旗手を経験。
太平洋戦争が始まると、仏印を皮切りにジャワ島、ニューブリテン島を転戦し、ガダルカナル島に派遣され重傷を負うが一命を取り留め、中国南部やビルマにも転戦、1946年5月に復員。終戦時は陸軍少佐。復員後、行商をするが、商売に失敗した上、結核にかかり2年余の闘病生活を経て、戦友たちの死を無駄にすることなく主権在民の平和国家作りを誓い、政治運動に入る。雪国の貧困を解放して豊かな農村を目指して1950年、積雪寒冷地帯両院議員連盟を結成し、亀岡は事務局長に就任し、雪国の積雪被害を陳情、東北地方農業振興法、積雪寒冷特別地域道路交通確保特別措置法の立法のため尽力する。1960年、第29回衆議院議員総選挙に旧福島1区から立候補し初当選。以後当選10回。自民党では佐藤派、田中派を経て創政会（竹下派）旗揚げや経世会結成に参加した。
郵政政務次官・内閣官房副長官などを歴任後、第2次佐藤内閣の内閣官房副長官、第2次田中角栄第1次改造内閣の建設大臣となる。建設相就任早々から中央自動車道の騒音問題に着手、建設強行も考えられた中で2週間で円満解決に至った。良好な都市環境の形成しながら宅地開発を推進していくための複数の法案の成立に尽力した。
鈴木善幸内閣の農林水産大臣としては食糧管理法改正、水田利用再編対策、冷害・豪雪等自然災害対策、林業・水産業振興対策に尽くす。中国訪問の際、副首相万里から、冷害や病虫害に強い稲の日中共同研究の申し出があったことで研究者を同国に派遣、バイオテクノロジーの開発、実用化に尽力。1982年自民党バイオ・サイエンス議員懇談会代表世話人。1985年10月衆議院永年在職議員表彰。
1989年の昭和天皇の大喪の礼で倒れ、同年3月13日、東京都板橋区の日本大学医学部附属板橋病院で死去、69歳。死没日をもって勲一等旭日大綬章追贈、従六位から正三位に叙される。
自身の実兄の三男と一時期婚姻関係にあった女性（1983年離婚）の実弟である小倉偉民夫妻と1986年秋に養子縁組を結ぶ。亀岡の没後、偉民は選挙地盤を引き継ぐ後継者として衆院選に4度出馬しすべて落選するが、2005年の第44回総選挙で初当選を果たした。

## 関連文献
- 中村啓治『亀岡高夫・全人像』行研出版局、1982年